# Patricia Grohmann
Patricia Grohmann (ur. 27 stycznia 1990 r. w Niemczech) – niemiecka siatkarka, reprezentantka kraju. Obecnie występuje w drużynie SC Poczdam i gra jako środkowa.